# James W. Head
James William Head Ⅲ (* 4. August 1941 in Richmond (Virginia)) ist ein US-amerikanischer Geologe und Planetologe.
Head studierte an der Washington & Lee University mit dem Bachelor-Abschluss 1964 und wurde 1969 an der Brown University in Geologie promoviert. 1968 bis 1973 war er Geologe bei Bellcomm Inc. und 1973/74 Interim Director des Lunar Science Institute in Dallas. 1973 wurde er Assistant Professor, 1974 Associate Professor und 1980 Professor für Geologie an der Brown University. Er ist dort Louis and Elizabeth Scherck Distinguished Professor emeritus für Geologie.
Er befasste sich im Apollo-Programm der NASA in den 1960er Jahren mit möglichen Landeplätzen auf dem Mond, trainierte die Astronauten und untersuchte Mondgestein und Monddaten. Auch später befasste er sich mit der vergleichenden Untersuchung der Geologie von Planeten mit Anwendungen auf die frühe Erde. Dabei unternahm er auch Feldstudien an Vulkanen auf Hawaii und am Mt. St. Helens, war an der Untersuchung von vulkanischen Ablagerungen in der Tiefsee beteiligt und war fünfmal in der Antarktis. Neben Planetenmissionen der NASA (Magellan zur Venus, Galileo  zum Jupiter, Mars Surveyor, Lunar Reconnaissance Orbiter, der Messenger Mission zum Merkur) war er auch an russischen (Phobos zum gleichnamigen Mars-Mond, Venera zur Venus, Mars 96) und ESA-Missionen (Mars Express) beteiligt.
2015 erhielt er die Penrose-Medaille und er erhielt den G. K. Gilbert Award. 1971 erhielt er die NASA Medal. Er ist Fellow der American Association for the Advancement of Science, der American Academy of Arts and Sciences, der Geological Society of America und der American Geophysical Union. 1995 wurde er Ehrendoktor der Washington & Lee University. 2016 wurde er als auswärtiges Mitglied in die Russische Akademie der Wissenschaften aufgenommen. Seit 2007 tragen die Head Mountains in der Antarktis seinen Namen, seit 2022 ein Asteroid: (10110) Jameshead.